# لز آچاردز
لز آچاردز یک کمون در فرانسه است که در شهرستان وانده در استان پی دو لا لوآر در غرب فرانسه قرار دارد. شهرداری آن در ۱ ژانویه ۲۰۱۷ ایجاد شد و از کمون‌های سابق La Mothe-Achard (محل فعلی شهرداری) و La Chapelle-Achard تشکیل شده‌است.